# Andrés Neuman
Pour les articles homonymes, voir Neuman.
Ne pas confondre avec Andrés Neumann, artiste allemand.
Andrés Neuman, né le 28 janvier 1977 à Buenos Aires, est un écrivain argentin et espagnol.

## Biographie
Andrés Neuman est le fils de musiciens argentins exilés (de mère violoniste d'origine espagnole et italienne et de père hautboïste juif allemand). Né en Argentine, il a conservé sa nationalité espagnole. Il a narré l'histoire romancée de sa famille, enfance argentine et ancêtres européens, dans Une fois Argentine. A quatorze ans il déménage à Grenade. Là, il soutient une thèse de philologie hispanique à l'université, suit des cours de doctorat et enseigne la littérature hispano-américaine.
Il a travaillé comme chroniqueur dans de nombreux médias d'Espagne et d'Amérique Latine. Il a été scénariste dans la bande-dessinée comique du journal Ideal de Grenade, collaborant avec le dessinateur Kicus dans une série de bande-dessinée intitulée Los quietos. Il écrit régulièrement dans les suppléments culturels du journal espagnol ABC et du journal argentin Clarín.
Depuis 1994, il a obtenu nombre de prix littéraires de poésie et de narration, dont le prix Hiperión de poésie pour son livre El tobogán, en 2002, le prix Primavera de la nouvelle avec La vida en las ventanas, le prix Herralde par deux fois : en 1999 avec son premier roman Bariloche et en 2003 avec Une fois Argentine. En mars 2009, il gagne le douzième prix Alfaguara du roman avec Le voyageur du siècle. Cette œuvre fut déclarée comme étant l'un des cinq meilleurs romans de l'année en langue espagnole, que ce soit par le vote qu'organisa El País entre 50 critiques et journalistes, ou dans le supplément culturel du journal El Mundo. En 2010, ce roman obtient le prix de la Critique. En plus de ses trois livres de nouvelles, qui incluent des ajouts théoriques sur le genre, il exerce comme coordinateur du projet Pequeñas resistencias, série d'anthologies sur la nouvelle actuelle écrite en espagnol, éditée par Páginas de Espuma. Il écrit aussi la préface du livre de Horacio Quiroga Cuentos de amor, de locura y de muerte pour l'édition Menoscuarto.
En 2007, un vote organisé par Hay Festival et Bogotá Capital mundial del libro le choisit parmi les plus remarquables jeunes auteurs nés en Amérique Latine. Il est sélectionné par le magazine britannique Granta parmi les 22 meilleurs jeunes narrateurs en espagnol.
« Touché par la grâce. Aucun bon lecteur n'arrêtera de ressentir à travers ces pages quelque chose qu'il est seulement possible de rencontrer dans la haute littérature, celle qu'écrivent les véritables poètes. La littérature du XXIe siècle appartiendra à Neuman et à quelques-uns de ses frères de sang. » Roberto Bolaño, Entre paréntesis, 2011.

## Œuvres
- Métodos de la noche (poésie, 1998)
- Bariloche (roman, 1999)
- El jugador de billar (poésie, 2000)
- El que espera (nouvelles, 2000)
- El último minuto (nouvelles, 2001)
- La vida en las ventanas (roman, 2002)
- El tobogán (poésie, 2002)
- La canción del antílope (poésie, 2003)
- Una vez Argentina (roman, 2003)
- El equilibrista (aphorismes, 2005)
- Alumbramiento (nouvelles, 2006)
- Gotas negras (haïkus, 2007)
- Mística abajo (poésie, 2008)
- Década (poesía 1997-2007) (poésie, 2008)
- El viajero del siglo (roman, 2009)
- Cómo viajar sin ver. Latinoamérica en tránsito (voyages, 2010)
- Hacerse el muerto (nouvelles, 2011)
- Hablar solos (roman, 2012 )
- Vivir de oído (poésie, 2017)
- Fractura (roman, 2018)
- Umbilical (aphorismes, 2022)

### Traductions françaises
- « Une ligne sur le sable », traduction de Adélaïde de Chatellus, in Les Bonnes Nouvelles de l'Amérique latine, Gallimard, « Du monde entier », 2010  (ISBN 978-2-07-012942-3)
- Le Bonheur, ou pas, traduction de Anne-Marie Chollet (avec la participation de Adélaïde de Chatellus), Bordeaux, Cataplum éditions, 2010  (ISBN 978-2-918108-02-3)
- Le voyageur du siècle, traduction de Alexandra Carrasco, Fayard, Paris, 2011  (ISBN 978-2-213-65527-7)
- Parler seul, traduction de Alexandra Carrasco, Buchet Chastel, Paris, 2014  (ISBN 978-2-283-02688-5)
- Bariloche, traduction de Alexandra Carrasco, Buchet Chastel, Paris, 2017  (ISBN 978-2-283-02958-9)
- Fracture, traduction de Alexandra Carrasco, Buchet Chastel, Paris, 2021  (ISBN 978-2-283-03246-6)
- Naître père, traduction de Alexandra Carrasco, Buchet Chastel, Paris, 2023  (ISBN 978-2-283-03816-1)

## Crédit d'auteurs
- (es) Cet article est partiellement ou en totalité issu de l’article de Wikipédia en espagnol intitulé « Andrés Neuman » (voir la liste des auteurs).